# Aurikuloterapie

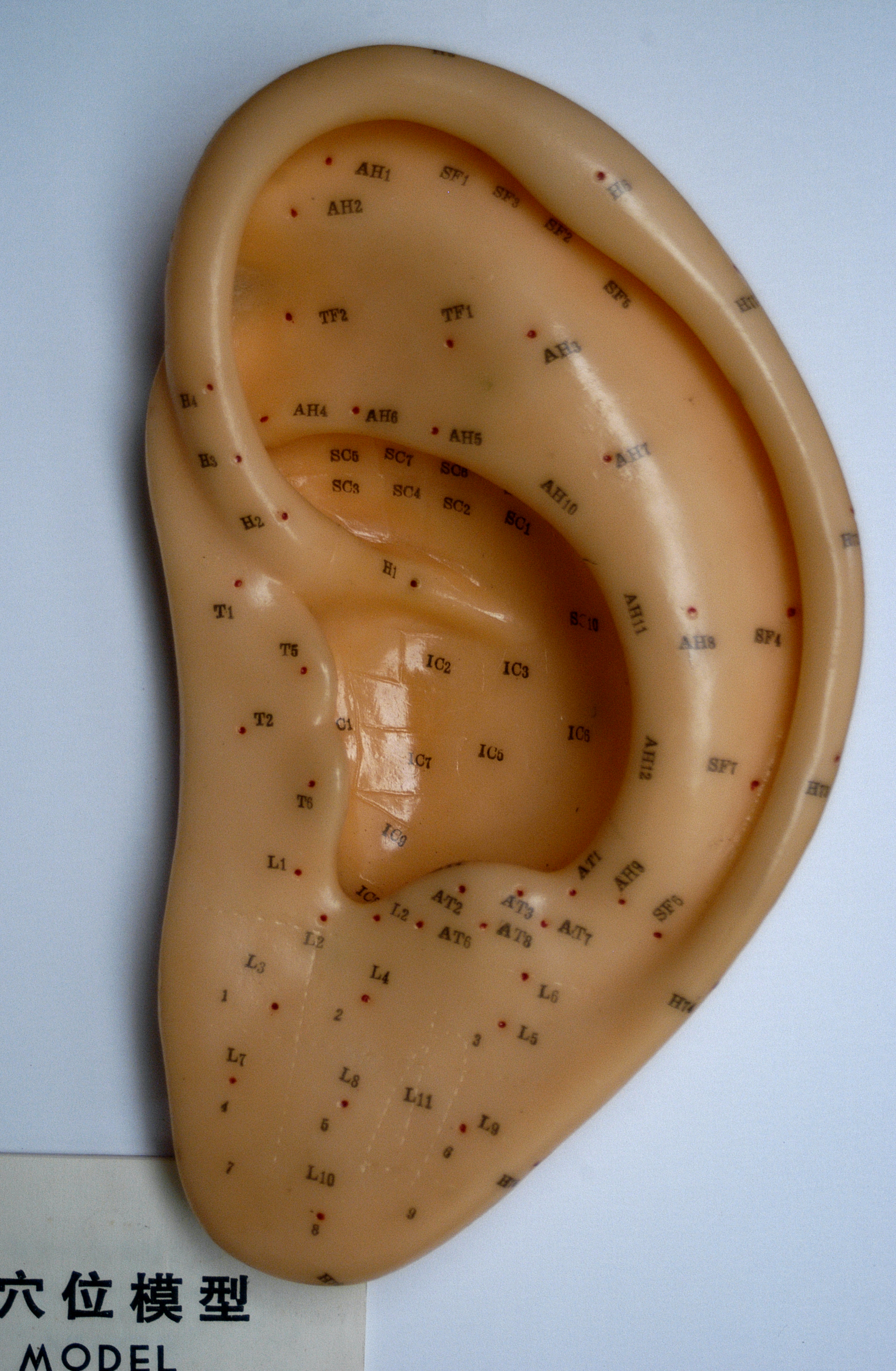
Body na ušním boltci podle aurikuloterapie

Aurikuloterapie (auricula = latinsky ušní boltec) patří do rámce metod, předpokládajících existenci tzv. mikrosystémů. Podle této představy se na povrch ušního boltce promítá ve zmenšeném měřítku lidské tělo, nejčastěji v podobě, jakou zaujímá lidský plod v děloze (homunculus). Na ušním boltci tak vzniká mapa jednotlivých orgánových systémů, na které se aurikuloterapie snaží působit na více než 100 bodech. Bolest, vyvolaná dotykem jemnou sondou v těchto místech má mít diagnostickou hodnotu, tlakem nebo píchnutím jehlou do bodů (o velikosti 0,2 mm) lze orgány ovlivnit léčebně.
Účinnost metody, stejně jako mapování uší není založeno ani není podloženo lékařskými nebo vědeckými důkazy.

## Historie
Egyptolog Alexandre Varille (1909-1951) popsal zvyk žen ve starověkém Egyptě, kdy propichování nebo kauterizace ušního boltce mělo fungovat jako antikoncepce. Řecký lékař Galén ve druhém století našeho letopočtu komentoval léčivou hodnotu skarifikace vnějšího ucha.

V roce 1637, pravděpodobně poprvé v Evropě, portugalský lékař Zacatus Lusitanus popsal léčbu bolesti sedacího ústrojí kauterizací vnějšího ucha poté, co pouštění žilou nepomohlo. Italský anatom a chirurg Antonio Maria Valsalva (1666-1723), tvůrce prvního moderního anatomického popisu ucha, roku 1717 publikoval práci Aura Humanus Tractatus, ve které popisuje léčbu bolesti zubů skarifikací antitragu. V roce 1810 prof. Ignazio Colla popsal v italské Parmě případ pacienta, kterého do ušního boltce bodla včela, což mělo mít za následek výraznou úlevu od bolesti nohou a ve stejném roce jiný italský lékař, doktor Cecconi, provedl kauterizaci ucha jako terapii bolestí sedacího ústrojí. V roce 1850 francouzský Journal des connaissainces medico-chirurgicales publikoval 13 různých případů bolestí sedacího ústrojí, které byly léčeny kauterizací ucha rozžhaveným železem. Pouze jeden z pacientů se zcela nevyléčil. Teprve o jedno století později tento druh léčby znovu objevil francouzský lékař Paul F.M. Nogier.

Nogier roku 1956 na základě náhodného pozorování vytvořil moderní aurikulopunkturu. Podle něj má aurikuloterapie působit reflexně prostřednictvím vegetativního nervstva na orgány. P. Nogier si všiml, že při stimulaci určitých bodů došlo k výrazné změně pulsové frekvence. Tento jev pojmenoval aurikulokardiální reflex (Vascular Autonomic Sign). Schopnost detekovat tento hypotetický reflex na levé ruce pacientů pak má umožnit identifikovat chorobný orgán. Přesné využití aurikulokardiálního reflexu bylo nezbytné pro diagnostiku a léčbu podle principů Nogierovy auricolomedicíny.
Záhy poté byla převzata čínskými lékaři a zařazena do rámce tzv. „Tradiční čínské akupunktury“ a vysvětlována podle její teorie. Metoda se rychle rozšířila zejména po zjištění, že může vyvolat i celkové znecitlivění.

Po vydání několika učebnic po roce 2000 zdomácněla i v České republice. Roku 1991 MUDr. Jaroslav Debef založil sekci pro aurikuloterapii v rámci České lékařské akupunkturistické společnosti, po čtyři roky byl jejím předsedou a následně předsedou čestným. MUDr. Debef roku 1982 časopisecky vydal svou první monografii Aurikuloterapie, roku 2000 pak monografii dvoudílnou (Votobia, Praha). V roce 2002 byla sekce pod tlakem skeptiků na základě doporučení předsednictva České lékařské společnosti J.E. Purkyně zrušena vzhledem k jejímu pseudovědeckému charakteru.

## Terapie
Aurikulopunktura, resp. aurikulopresura, je vlastně akupunkturou ušního boltce.

K terapii se používají jen velice jemné jehly, zaváděné do podkoží boltce podle francouzské nebo čínské mapy, někdy s pomocí orientačních čar a schémat. Aurikulopunktura, stejně jako většina léčebných metod a preparátů, které nabízí alternativní medicína, je doporučována jako panacea. Vedle pneumonie, hypertenze, ledvinových kamenů, zlomenin a schizofrenie má být účinná i při léčbě závislostí, problémech pohybového aparátu, či alergických onemocnění. 
Aurikuloterapii by neměly nepodstupovat těhotné ženy, lidé s hemofilií, nádorovým onemocněním, při akutních psychózách, bezprostředně po psychickém vyčerpání, nebo bezprostředně po těžkém jídle.

## Kritika
Veškeré reflexní systémy, jako aurikulopunktura, iridologie, reflexologie apod. neodpovídají současným vědeckým znalostem anatomie a fyziologie.
Aurikulopunktura, využívající metody akupunktury, trpí stejným problémem, zejména placebo efektem. Je potřeba prokázat realitu somatických a aurikulárních akupunkturních bodů jako snadno reprodukovatelný, nepopiratelný, vědecký fakt. Po více než třech tisících studií se to však prokázat nepodařilo - i po tak rozsáhlém výzkumu neexistují žádné přesvědčivé výsledky ve prospěch akupunktury. Přínosy tedy pravděpodobně neexistují, nebo v nejlepším případě jsou příliš malé a příliš dočasné, než aby měly jakýkoli klinický význam.
Jedním z mnoha problémů aurikulopunktury je existence řady rozdílných map ucha a malá shoda ohledně umístění jednotlivých aurikulárních akupunkturních bodů. V současnosti se pro mapování nejčastěji používají dva různé systémy - lineární, nebo kruhový vzor. Aby byla aurikuloterapie přijata lékařskými organizacemi, je důležité eliminovat mapování, které není vědecky přijatelné, a navrhnout mapu na základě vědeckých experimentů s klinicky prokazatelnými výsledky.